# Episodi di Friends (prima stagione)
La prima stagione della sitcom Friends, composta da ventiquattro episodi, è andata in onda negli Stati Uniti dal 22 settembre 1994 al 18 maggio 1995 sul canale NBC.
In lingua italiana la stagione è stata trasmessa per la prima volta nel 1996 dalla emittente svizzera italiana TSI 1, con il titolo tradotto in Amici, per poi essere acquistata dalla RAI ed essere trasmessa dal 23 giugno al 29 luglio 1997 su Rai 3, con il titolo originale Friends.
| nº | Titolo originale                               | Titolo italiano                   | Prima TV USA      | Prima TV Italia |
| -- | ---------------------------------------------- | --------------------------------- | ----------------- | --------------- |
| 1  | The Pilot                                      | Matrimonio mancato                | 22 settembre 1994 | 23 giugno 1997  |
| 2  | The One with the Sonogram at the End           | Una moglie differente             | 29 settembre 1994 | 25 giugno 1997  |
| 3  | The One with the Thumb                         | Per 500 dollari in più            | 6 ottobre 1994    | 24 giugno 1997  |
| 4  | The One with George Stephanopoulos             | La prima volta di Ross            | 13 ottobre 1994   | 1º luglio 1997  |
| 5  | The One with the East German Laundry Detergent | Incontro in lavanderia            | 20 ottobre 1994   | 26 giugno 1997  |
| 6  | The One with the Butt                          | Il sedere di Al Pacino            | 27 ottobre 1994   | 30 giugno 1997  |
| 7  | The One with the Blackout                      | A lume di candela                 | 3 novembre 1994   | 27 giugno 1997  |
| 8  | The One Where Nana Dies Twice                  | La cara estinta                   | 10 novembre 1994  | 2 luglio 1997   |
| 9  | The One Where Underdog Gets Away               | La cena del ringraziamento        | 17 novembre 1994  | 3 luglio 1997   |
| 10 | The One with the Monkey                        | Qualcuno mi baci... è mezzanotte  | 15 dicembre 1994  | 7 luglio 1997   |
| 11 | The One with Mrs. Bing                         | Non baciare mia madre             | 5 gennaio 1995    | 4 luglio 1997   |
| 12 | The One with the Dozen Lasagnas                | Massaggi e lasagne                | 12 gennaio 1995   | 8 luglio 1997   |
| 13 | The One with the Boobies                       | Non fissarmi così                 | 19 gennaio 1995   | 10 luglio 1997  |
| 14 | The One with the Candy Hearts                  | Un rito per San Valentino         | 9 febbraio 1995   | 15 luglio 1997  |
| 15 | The One with the Stoned Guy                    | Uno strano ospite                 | 16 febbraio 1995  | 14 luglio 1997  |
| 16 | The One with Two Parts (I e II Part)           | Vivere intensamente (1 e 2 parte) | 23 febbraio 1995  | 16 luglio 1997  |
| 17 | The One with Two Parts (I e II Part)           | Vivere intensamente (1 e 2 parte) | 23 febbraio 1995  | 17 luglio 1997  |
| 18 | The One with All the Poker                     | Lezioni di Poker                  | 2 marzo 1995      | 9 luglio 1997   |
| 19 | The One Where the Monkey Gets Away             | Pensaci prima di parlare          | 9 marzo 1995      | 21 luglio 1997  |
| 20 | The One with the Evil Orthodontist             | Amore tra i denti                 | 6 aprile 1995     | 22 luglio 1997  |
| 21 | The One with the Fake Monica                   | Addio scimmietta                  | 27 aprile 1995    | 23 luglio 1997  |
| 22 | The One with the Ick Factor                    | Sto per avere un bambino          | 4 maggio 1995     | 24 luglio 1997  |
| 23 | The One with the Birth                         | Non gridate, siamo in clinica     | 11 maggio 1995    | 28 luglio 1997  |
| 24 | The One Where Rachel Finds Out                 | Una sorpresa dalla Cina           | 18 maggio 1995    | 29 luglio 1997  |

## Matrimonio mancato
- Titolo originale: The Pilot
- Diretto da: James Burrows
- Scritto da: David Crane e Marta Kauffman

### Trama

Mentre gli amici consolano Ross dopo la fine del suo matrimonio con Carol, al Central Perk entra la loro vecchia amica Rachel, che ha appena abbandonato il fidanzato all'altare.

Al Central Perk, Ross comunica agli amici Joey, Chandler e Phoebe ed alla sorella Monica il fallimento del suo matrimonio in quanto Carol, sua moglie, ha scoperto di essere lesbica. In piena crisi, Ross afferma di volersi risposare quanto prima e, proprio in quel momento, entra nel locale Rachel, un'ex compagna di scuola di Monica, vestita da sposa. Dopo essere stata presentata agli altri, la ragazza racconta del motivo per cui è fuggita prima del suo matrimonio. Monica esce con Paul, un ragazzo che le racconta di essere impotente da due anni solo per suscitare pietà e portarsela a letto. Vedendolo sempre più triste, Chandler e Joey consigliano Ross di provare ad uscire con delle altre ragazze. Intanto Rachel decide di stabilirsi per un po' di tempo da Monica, cercare lavoro e, con esso, l'indipendenza dalla sua famiglia. Arrivata al passo storico di tagliare letteralmente in due parti le carte di credito del padre, la ragazza accetta anche l'invito ad uscire propostole da Ross che, ai tempi del liceo, era innamorato di lei. Infine, Rachel trova lavoro come cameriera al Central Perk.

## Una moglie differente
- Titolo originale: The One with the Sonogram at the End
- Diretto da: James Burrows
- Scritto da: David Crane e Marta Kauffman

### Trama
Carol confida a Ross di essere incinta. A casa, Monica è in preda al panico per l'imminente arrivo dei genitori che sono soliti farle notare tutti i suoi difetti, mentre Rachel non riesce più a trovare l'anello di fidanzamento che lei vorrebbe restituire all'ex fidanzato. Dopo aver ritrovato l'anello all'interno di una teglia di lasagne, Rachel si reca allo studio dentistico dove lavora Berry. Qui la ragazza scopre che lui non è assolutamente afflitto ed ha iniziato una nuova storia con quella che sarebbe dovuta essere la sua damigella d'onore. Al momento della prima ecografia di Carol, è presente anche Susan, la sua nuova compagna. Ross prova astio nei confronti della donna e, durante la visita, i due litigano sia per la decisione del nome e del cognome che prenderà il bambino, sia per il ruolo che ognuno di loro avrà nella sua educazione. I tre futuri genitori, sentendo il battito del cuore del bambino, appianano le loro divergenze.
- Guest Star: Anita Barone (Carol Willick), Jessica Hecht (Susan Bunch), Mitchell Whitfield (Barry)

## Per 500 dollari in più
- Titolo originale: The One with the Thumb
- Diretto da: James Burrows
- Scritto da: Jeff Astrof e Mike Sikowitz

### Trama
Phoebe è crucciata per un errore commesso dalla sua banca che le ha accreditato sul suo conto 500 dollari in eccesso. Sentendosi una ladra, la ragazza decide di informare la banca la quale, per scusarsi del disservizio, le accredita altri 500 dollari e le regala un telefono a forma di palla ovale. Nel frattempo Monica è indecisa se presentare Alan, il suo nuovo fidanzato, agli amici per timore che questi lo analizzino. Dopo averli fatti incontrare però tutti quanti non riescono a dire neanche una frase negativa, perché il ragazzo sembra essere perfetto. Nel frattempo Chandler ricomincia a fumare. Tutti i suoi amici cercano di farlo smettere elencandogli i rischi che corre. Per coprire il suo vizio, Chandler scatena una vera e propria gara al peggior difetto tra tutti gli amici ma, solo su consiglio di Alan, deciderà di spegnere la sua ultima sigaretta. Alan sembra quindi stare molto bene con tutti gli amici di Monica, e lei si sente veramente in colpa quando inizia a rendersi conto che per lui non prova alcun sentimento chiedendosi come i suoi amici reagirebbero ad una loro rottura. Phoebe per sbarazzarsi dei soldi decide di andare a regalarli ad una sua amica senzatetto che, assolutamente ammutolita per il regalo, desidera contraccambiare offrendole da bere. Una volta che prende la lattina e la apre, la ragazza trova al suo interno un pollice. Per questo inconveniente, la casa produttrice della bevanda la risarcisce donandole 7000 dollari. Monica confida agli altri di voler lasciare Alan e questo li sconvolge. Mentre i ragazzi ripensano con nostalgia ai bei momenti passati con quel nuovo amico, Monica va a parlare con Alan che le confida di non averli potuti proprio sopportare. Monica però per non deludere gli amici dice a loro che Alan sentirà la loro mancanza. Alla fine Phoebe con i 7000 dollari decide di "pagare" l'astinenza al fumo di Chandler che aveva deciso di riprendere a fumare dopo l'addio ad Alan.

## La prima volta di Ross
- Titolo originale: The One with George Stephanopoulos
- Diretto da: James Burrows
- Scritto da: Alexa Junge

### Trama
Chandler e Joey hanno comprato tre biglietti per la partita di hockey e vorrebbero invitare anche Ross, che però è molto triste per la ricorrenza dell'anniversario del primo rapporto sessuale con la sua ex moglie. Nonostante l'impegno con gli amici, ogni cosa che lo circonda sembra ricordargli quella giornata. Rachel invece incontra al bar alcune sue vecchie amiche e le scopre sposate, incinte o con una grande carriera avviata e si sente frustrata sia perché non vede prospettive nel suo lavoro, sia per la mancanza di progetti per il futuro. Allo stadio, il dischetto parte dal campo e colpisce Ross in faccia rompendogli il naso. Chandler e Joey lo portano in ospedale, dove trascorrono l'intera serata. Qui Ross confida ai suoi amici che quell'anniversario gli sta tanto a cuore perché fu proprio la sua prima volta. Le ragazze nel frattempo trascorrono la serata a casa di Monica e si confidano alcuni segreti del passato. Proprio in quei momenti, Rachel si rende conto che, anche se non ha più un soldo, sono quei nuovi amici il suo vero tesoro.

## Incontro in lavanderia
- Titolo originale: The One with the East German Laundry Detergent
- Diretto da: Pamela Fryman
- Scritto da: Jeff Greenstein e Jeff Strauss

### Trama
Chandler e Phoebe vorrebbero rompere la relazione con i loro rispettivi compagni. Joey, per riconquistare una sua vecchia compagna Angela, chiede a Monica di accompagnarlo dicendole che vorrebbe presentarle Bob, il fratello della ragazza, tacendole il fatto che non solo Bob è il nuovo fidanzato della ragazza, ma anche che Angela li crede una coppia. Rachel e Ross invece devono andare in lavanderia e lui è un po' in ansia per l'incontro, che potrebbe sembrare un appuntamento galante. In lavanderia Rachel dimostra di non aver mai fatto il bucato, così Ross le dà un po' di consigli su come dividere i capi ed anche su come farsi rispettare. Nel frattempo Monica è a cena con Angela e Bob e continua a non comprendere i comportamenti non proprio fraterni tra di loro. Alla fine, Joey rivela la verità e convince Monica ad allearsi con lui. Dopo una lavatrice non andata a buon fine e dopo una lite in cui è riuscita ad avere la meglio, Rachel bacia Ross.

## Il sedere di Al Pacino
- Titolo originale: The One with the Butt
- Diretto da: Arlene Sanford
- Scritto da: Adam Chase e Ira Ungerleider

### Trama
Tutti gli amici sono andati ad assistere ad uno spettacolo teatrale di Joey dal titolo "Freud!" e qui Chandler incontra una donna di nome Aurora. Dopo aver trascorso una serata con lei, scopre che in realtà è sposata e ha un altro fidanzato. La storia nasce subito all'insegna del disimpegno e della libertà finché Chandler non si rende conto che non è veramente questo che cerca in un rapporto. Joey invece, dopo la sua interpretazione di Freud, viene chiamato da una produzione molto famosa come controfigura del sedere di Al Pacino ma, dopo vari battibecchi con il regista, viene licenziato e pensa di aver buttato via la sua occasione per sfondare veramente.
Nel frattempo, Rachel, pulendo l'appartamento, sposta un mobile (un semplice poggiapiedi), con dispiacere da parte di Monica, che deve così dimostrare ai suoi amici di non essere solo una maniaca dell'ordine, ma di saper anche essere elastica all'occorrenza; per farlo, decide di lasciare le sue scarpe in mezzo al soggiorno.
- Guest Star: Sofia Milos (Aurora)

## A lume di candela
- Titolo originale: The One with the Blackout
- Diretto da: James Burrows
- Scritto da: Jeff Astrof e Mike Sikowitz

### Trama
Un black out blocca l'elettricità in mezza città proprio mentre Phoebe sta iniziando a cantare una canzone al Central Perk. Chandler invece rimane bloccato nel cubicolo di uno sportello automatico insieme ad una fascinosa modella, ma è talmente intimorito da non riuscire a dire una sola parola. Mentre i ragazzi aspettano il ritorno della corrente, finiscono a parlare tutti insieme a lume di candela confidandosi i luoghi più strani dove hanno fatto l'amore. Rachel non sa bene cosa rispondere, temendo di non aver mai provato vera passione e vera attrazione per un uomo. Di questo finirà a parlare poco dopo solo con Ross che, incoraggiato da Joey (che lo definisce "sindaco di Friend zone"), deciderà di esprimerle tutti i suoi sentimenti. Non riesce però a farlo, per colpa di un gatto che gli salta al collo e Rachel, ignara di ciò che l'amico le stava per confidare, decide di andare a cercare il padrone di quel gattino. Il padrone è Pablo, un affascinante ragazzo di cui Ross è subito molto geloso. Dopo che anche l'ultima candela è esaurita tutti rimangono al buio nell'appartamento ma, nel momento in cui la luce torna, Rachel sta baciando appassionatamente Pablo, con gran disappunto di Ross.
- Note: Pablo, nella serie originale, è un ragazzo italiano che non parla bene l'inglese, e che si comporta da tipico latin lover. Inoltre questo episodio va a considerarsi un crossover poiché il black out è provocato da un personaggio della serie televisiva Innamorati pazzi, anch'essa prodotta dalla NBC dal 1992 al 1999.

- Guest Star: Jill Goodacre (sé stessa), Cosimo Fusco (Pablo)

## La cara estinta
- Titolo originale: The One Where Nana Dies Twice
- Diretto da: James Burrows
- Scritto da: Marta Kauffman e David Crane

### Trama
Mentre Chandler vede come problema il fatto che tutti quelli che lo circondano lo credono gay e non gli sanno spiegare il motivo, Ross e Monica vengono chiamati dal padre che li avvisa delle gravi condizioni della loro nonna. Quando arrivano all'ospedale, i due fratelli iniziano a ricordare tutti i bei momenti passati con la nonna finché l'infermiera li avvisa della sua morte. Poco dopo, mentre Ross e Monica le stanno dando l'ultimo saluto, la nonna apre gli occhi facendoli spaventare, per poi morire nuovamente qualche minuto dopo. Nei giorni seguenti vengono svolti funerale e rinfresco. Proprio durante questi ultimi eventi Ross, in preda al delirio per i troppi tranquillanti presi in seguito a una caduta, confessa a Rachel di volerle bene più che a chiunque altro, ma poi le si addormenta in braccio. Alla fine Chandler, per togliersi tutti i dubbi, chiede a un suo collega omosessuale se davvero anche lui sembra tale, ma questo gli risponde di no.

## La cena del ringraziamento
- Titolo originale: The One Where Underdog Gets Away
- Diretto da: James Burrows
- Scritto da: Jeff Greenstein e Jeff Strauss

### Trama
Tutti gli amici hanno dei progetti per il giorno del ringraziamento, ma a uno a uno saltano tutti. A Joey, per via di una campagna pubblicitaria contro le malattie veneree, viene chiesto dalla sua famiglia di non presentarsi a casa. I genitori di Monica e Ross decidono di passare le vacanze con dei loro amici e non possono organizzare la tradizionale cena; Rachel perde l'aereo per raggiungere i suoi genitori nella località sciistica dove si recano solitamente. Così Monica si offre di preparare la cena anche per Phoebe (che festeggia il ringraziamento in famiglia a dicembre) e Chandler che solitamente non organizza mai niente perché la festa gli rievoca un brutto giorno della sua infanzia: il divorzio dei suoi genitori. Nonostante la cena vada accidentalmente bruciata i sei amici riescono a trascorrere un fantastico ringraziamento cibandosi di tramezzini e formaggio preparati orgogliosamente da Chandler nel tentativo di risollevare l'umore dei suoi amici.
- Guest star: Vincent Ventresca (Bobby "il Buffo")

## Qualcuno mi baci... è mezzanotte
- Titolo originale: The One with the Monkey
- Diretto da: Peter Bonerz
- Scritto da: Adam Chase e Ira Underleider

### Trama
Ross ha preso una scimmietta, Marcel, da tenere come animale di compagnia nel suo nuovo appartamento. Si avvicina capodanno e Joey ha appena perso l'occasione di poter interpretare Babbo Natale. Gli amici sono però preoccupati perché, a parte Rachel che ha Pablo, nessuno ha un compagno con cui scambiare un bacio allo scoccare della mezzanotte. Allora Chandler decide di fare una festa solo per loro, così che nessuno di loro dovrà subire la vergogna di non baciare nessuno. Mentre Phoebe canta al Central Perk, un uomo si mette a parlare con un suo amico di quanto sia bella la cantante. Phoebe chiede spiegazioni e l'uomo ammette che stava parlando di lei. Così i due si conoscono e iniziano a uscire insieme. Lei vorrebbe portarlo alla loro festa di Capodanno nonostante il patto fatto agli altri amici. In realtà questo patto è già saltato poiché Chandler ha deciso di invitare Janice, Monica porterà Bobby il buffo, Joey ha trovato una compagna e Pablo tornerà dalla Spagna (in lingua originale deve tornare da Roma) apposta per stare con Rachel. Il nuovo fidanzato di Phoebe, David, è un fisico e insieme all'amico e collega Max dovrà andare a Minsk per una borsa di studio. David non sa decidersi se restare con Phoebe o partire, ma alla fine decide di rimanere e di andare alla festa. La festa non sembra andare come previsto: Pablo perde l'aereo, Rachel viene picchiata da una donna che voleva il suo taxi, Joey non può baciare la sua ragazza perché questa ha portato i suoi due figli, Janice è ubriaca e Chandler la lascia per l'ennesima volta. Bobby il buffo arriva alla festa dopo la morte recente del nonno e piange tutto il tempo. Infine Phoebe convince David ad andare in Bielorussia e a lasciarla. A mezzanotte nessuno ha dunque qualcuno da baciare. Chandler è sconvolto dalla cosa, tanto che Joey, per farlo stare zitto, alla fine lo bacia, tra le risate degli altri.
● Guest Star: Hank Azaria (David)

## Non baciare mia madre
- Titolo originale: The One with Mrs. Bing
- Diretto da: James Burrows
- Scritto da: Alexa Junge

### Trama
La madre di Chandler, scrittrice di romanzi erotici, arriva a New York per trovare il figlio. Chandler è molto imbarazzato dal comportamento della madre. Durante una cena, Joey sorprende Ross e la signora Bing che si baciano. Quando Chandler lo viene a sapere non la prende molto bene, ma sarà l'occasione per chiarire i rapporti con sua madre. Intanto Monica e Phoebe fanno a gara per ricevere le "attenzioni" di "Ragazzo in Coma", che è stato investito da un'ambulanza dopo che Monica ha attirato la sua attenzione per la strada.

## Massaggi e lasagne
- Titolo originale: The One with the Dozen Lasagnas
- Diretto da: Paul Lazarus
- Scritto da: Jeff Astrof, Mike Sikowitz, Adam Chase e Ira Ungerleider

### Trama
Tutti conoscono il sesso del bambino di Ross, eccetto lo stesso Ross, che non vuole saperlo finché non sarà nato. Durante una seduta di massaggi, Pablo ci prova con Phoebe: la ragazza decide di dirlo a Rachel, la quale rompe subito la sua relazione col focoso ragazzo spagnolo. Sebbene lo odi, Monica manda via Pablo regalandogli una delle dozzine di teglie di lasagne che lei ha fatto per sua zia, ma che quest'ultima non vuole più in quanto contengono carne. Chandler e Joey vanno a comprare un tavolo per la cucina, ma alla fine tornano a casa con un biliardino. Alla fine, Rachel svela accidentalmente a Ross il sesso del suo bambino, che sarà un maschio, ma lui si mostra felice e tranquillo.
● Guest Star: Cosimo Fusco (Pablo)

## Non fissarmi così
- Titolo originale: The One with the Boobies
- Diretto da: Alan Myerson
- Scritto da: Alexa Junge

### Trama
Dopo che Chandler vede accidentalmente Rachel girare nuda per casa dopo aver fatto la doccia, si innesca una reazione a catena in cui tutti cercano di vedere gli altri nudi. Joey scopre che suo padre Joey Sr. ha un'amante e non sa se dirlo o no a sua madre, per poi scoprire che lei sa tutto e ha pure accettato la cosa. Nessuno può sopportare il nuovo ragazzo di Phoebe, l'irritante psicologo Roger.
- Guest star: Robert Costanzo (Joseph Tribbiani Sr.), Fisher Stevens (Roger)

## Un rito per San Valentino
- Titolo originale: The One with the Candy Hearts
- Diretto da: James Burrows
- Scritto da: Bill Lawrence

### Trama
È San Valentino. Ross ha il suo primo appuntamento da quando ha divorziato da Carol, ma per una coincidenza Susan e Carol hanno un incontro romantico nello stesso ristorante dove Ross ha prenotato. Durante questa occasione, Ross avrà la possibilità di baciare un'ultima volta Carol, per poi accettare il fatto che tra loro è finita. Joey organizza un appuntamento al buio per Chandler, senza sapere che la ragazza destinata a lui è Janice. Phoebe, Rachel e Monica decidono di trascorrere la serata facendo il rituale del "falò dei fidanzati" provocando un principio di incendio nell'appartamento.
● Guest Star: Maggie Wheeler (Janice)

## Uno strano ospite
- Titolo originale: The One with the Stoned Guy
- Diretto da: Alan Myerson
- Scritto da: Jeff Greenstein e Jeff Strauss

### Trama
Monica deve fare una prova di cucina per un ristoratore, Steve, ma quando l'uomo si presenta a casa sua inizia a comportarsi in modo strano. Phoebe fa capire all'amica che durante il tragitto per andare da lei, l'uomo ha fumato uno spinello. Dopo aver lavorato come contabile per cinque anni, Chandler viene promosso a contabile supervisore, ma decide di lasciare il lavoro. Ross ha un appuntamento con una bella collega di nome Celia, ma si trova in difficoltà quando lei gli chiede di parlarle in modo volgare.
- Guest Star: Jon Lovitz (Steve), Melora Hardin (Celia)

## Vivere intensamente (1ª parte)
- Titolo originale: The One with Two Parts (Part I)
- Diretto da: Michael Lembeck
- Scritto da: Marta Kauffman e David Crane

### Trama
Joey si innamora di Ursula, la sorella gemella di Phoebe, e questo fa sentire Phoebe trascurata. Joey, infatti, considera Ursula fisicamente molto diversa e più eccitante rispetto a Phoebe, nonostante siano praticamente uguali. Intanto Chandler non sa che fare quando si ritrova a dover licenziare un'impiegata verso la quale è attratto. Ross ha dei dubbi sull'essere padre quando frequenta le lezioni di preparazione al parto insieme a Carol e Susan. Phoebe è palesemente gelosa, perché la sorella le ha sempre portato via tutto e non vuole che le porti via anche il suo migliore amico. Il gruppo le consiglia di parlarne con Joey ma, quando bussa alla sua porta, apre Ursula e Phoebe capisce che Joey e la sorella sono andati a letto insieme.
- Guest star: Helen Hunt (cliente Central Perk)

## Vivere intensamente (2ª parte)
- Titolo originale: The One with Two Parts (Part II)
- Diretto da: Michael Lembeck
- Scritto da: David Crane e Marta Kauffman

### Trama
Dopo aver rimandato per settimane, Rachel finalmente toglie le luci di Natale dal balcone, ma cade e si sloga la caviglia. All'ospedale, Rachel, che non è assicurata, convince Monica a scambiare le loro identità in modo da poter usare la copertura sanitaria di Monica. Phoebe è sempre più gelosa delle attenzioni che Joey rivolge alla sua gemella e sembra che ormai non le dia più la considerazione di prima. È il compleanno di Phoebe, ma Joey non si presenta alla festa a sorpresa per lei per festeggiare il compleanno di Ursula e Phoebe ne resta ferita. Quando Ursula infrange il cuore di Joey, Phoebe prova a sistemare le cose parlando con la sorella, che ha deciso di mollarlo senza neanche dirglielo in faccia. Phoebe, fingendo di essere Ursula, cerca di lasciare Joey al suo posto in modo tale da non ferire i suoi sentimenti e, non trovando una scusa adatta, gli dice di scegliere tra lei e Phoebe. Joey si scusa, ma non vuole rinunciare alla sua migliore amica e così i due si lasciano in toni più distesi. Joey, però, dice alla ragazza di non averla mai vista così bella e la bacia, ma Phoebe lo ricambia. Il bacio, inaspettatamente, piace moltissimo a tutti e due. Mentre Joey se ne va ha una strana sensazione e capisce di aver baciato Phoebe e non Ursula e ne ha la prova quando chiama l'amica col suo nome e lei risponde.
- Guest star: George Clooney (dottor Mitchell), Noah Wyle (dottor Roger)

## Lezioni di Poker
- Titolo originale: The One with All the Poker
- Diretto da: James Burrows
- Scritto da: Jeff Astrof e Mike Sikowitz

### Trama
Stanca di essere chiamata dai clienti con "Scusi...", Rachel sostiene un colloquio per un lavoro come assistente acquisti ai grandi magazzini Saks nella Fifth Avenue, ma non ottiene il posto. Le ragazze prendono lezioni di poker perché vogliono assolutamente battere i ragazzi.

## Pensaci prima di parlare
- Titolo originale: The One Where the Monkey Gets Away
- Diretto da: Peter Bonerz
- Scritto da: Jeff Astrof e Mike Sikowitz

### Trama
Ross incarica Rachel di fare da baby sitter a Marcel per qualche ora, ma al primo momento di distrazione la scimmietta sparisce. Tutti si mettono a cercarla, ma le cose si complicano quando Rachel chiama la protezione animali. Dopo che Marcel viene ritrovato sano e salvo, Ross trova il coraggio di corteggiare Rachel. Ma proprio quando sembra che i due possano trascorrere una serata romantica da soli insieme, piomba in casa Barry, l'ex fidanzato di Rachel da lei abbandonato all'altare, che le dichiara il suo amore.

## Amore tra i denti
- Titolo originale: The One with the Evil Orthodontist
- Diretto da: Peter Bonerz
- Scritto da: Doty Abrams

### Trama
Rachel e Barry, che ora è fidanzato con Mindy, ricominciano a frequentarsi, ma le cose si complicano quando Mindy chiede a Rachel di farle da damigella di nozze. Quando Rachel scopre che Mindy e Barry avevano una relazione mentre lei era fidanzata con Barry, le due donne decidono di dare a Barry ciò che merita. Ma alla fine Mindy decide lo stesso di sposare Barry e Rachel accetta di essere la sua damigella. Nel frattempo, Chandler impazzisce perché una donna che a lui piace non lo richiama al telefono.

## Addio scimmietta
- Titolo originale: The One with the Fake Monica
- Diretto da: Gail Mancuso
- Scritto da: Adam Chase e Ira Ungerleider

### Trama
Quando la carta di credito di Monica viene rubata, la donna, insieme a Phoebe e Rachel, decide di acciuffare la ladra. Joey chiede ai suoi amici di aiutarlo a trovare un nome da palcoscenico. Quando Ross scopre che Marcel ha raggiunto la maturità sessuale e ha bisogno di stare con altre scimmie, prova a farlo accettare nella "Harvard degli zoo".

## Sto per avere un bambino
- Titolo originale: The One with the Ick Factor
- Diretto da: Robby Benson
- Scritto da: Alexa Junge

### Trama
Monica esce con Ethan, un ragazzo molto più giovane di lei. Dopo aver perso la sua verginità con lei, Ethan rivela a Monica di essere uno studente delle superiori e di averle mentito sulla sua età. Phoebe lavora temporaneamente come segretaria di Chandler e confida all'amico che i suoi colleghi non lo sopportano. Rachel fa dei sogni erotici su Joey e Chandler, rendendo Ross invidioso e disgustato. Quando finalmente Rachel lo chiama nel sonno e Ross è lì accanto, l'uomo viene contattato da Carol: il bambino sta per nascere!

## Non gridate, siamo in clinica
- Titolo originale: The One with the Birth
- Diretto da: James Burrows
- Scritto da: David Crane e Marta Kauffman (soggetto); Jeff Greenstein e Jeff Strauss (sceneggiatura)

### Trama
Gli amici attendono l'arrivo in ospedale di Carol, che entra in travaglio. Rachel si mette in ghingheri per flirtare con il ginecologo, e Monica si fa prendere dal desiderio di maternità. Nel frattempo Joey fa amicizia con una donna in procinto di partorire e suo malgrado rimane coinvolto fino al momento del parto. Durante il travaglio, Carol viene messa in agitazione dai continui bisticci di Ross e Susan, quindi li caccia entrambi dalla stanza. Mentre i due continuano a litigare, Phoebe li trascina in un ripostiglio per ristabilire la pace, ma tutti e tre rimangono chiusi dentro proprio mentre Carol sta per avere il bambino. Una volta liberati da un inserviente dell'ospedale, Ross e Susan assistono alla nascita del piccolo, che viene chiamato Ben, con l'approvazione di tutti e tre i suoi genitori.
- Guest star: Jonathan Silverman (Dott. Franzblau), carlo imperato

## Una sorpresa dalla Cina
- Titolo originale: The One Where Rachel Finds Out
- Diretto da: Kevin S. Bright
- Scritto da: Chris Brown

### Trama
La nuova ragazza di Joey vuole subito andare a letto con lui, ma il ragazzo non può soddisfare il suo desiderio perché sta partecipando a uno studio sulla fertilità. Durante la festa di compleanno di Rachel, Chandler si lascia sfuggire accidentalmente che Ross è innamorato di lei. Questa notizia sconvolge Rachel che non sa decidere se essere più di un'amica per Ross. Il ragazzo, inconsapevole dell'accaduto, è all'aeroporto e sta per partire per la Cina per un viaggio di lavoro. Monica è eccitata perché potrebbe diventare cognata della sua coinquilina e amica. Dopo qualche giorno Rachel si convince dei suoi sentimenti e decide di recarsi all'aeroporto per dichiarare il suo amore a Ross. Però il ragazzo ritorna dal suo viaggio in compagnia di un'altra donna.
- Guest star: Lauren Tom (Julie)